# اریک شی
اریک شِـی (انگلیسی: Eric Shea؛ زادهٔ ۱۴ فوریهٔ ۱۹۶۰) بازیگر اهل ایالات متحده آمریکا است. وی بین سال‌های ۱۹۶۶ تا ۲۰۰۷ میلادی فعالیت می‌کرد.
از فیلم‌ها یا برنامه‌های تلویزیونی که وی در آن نقش داشته‌است، می‌توان به ایلای و راجر تک‌خال آسمان، لبخند، مال من مال تو مال ما، جهنم زیر و رو، بتمن، دود اسلحه، راهبه پرنده، اتاق ۲۲۲، وضعیت اضطراری!، شزم!، خانه کوچک و اینساید ادیشن اشاره کرد.